# 287

## Esdeveniments
- Britànnia: Carausi es rebel·la contra Roma i es proclama emperador romà.
- Gàl·lia: L'emperador Maximià sotmet els francs.
- Armènia: El persa Artavasdes VII que exercia el títol de rei d'Armènia, hi renuncia i és proclamat Tiridates III.

## Necrològiques
- Saint-Quentin, Gàl·lia: Sant Quintí, màrtir.
- Sevilla, Hispània: Santes Justa i Rufina, màrtirs.